# Mary-Lou Daniels
Mary-Lou Daniels (* 6. August 1961 als Mary-Lou Piatek in Whiting, Indiana) ist eine ehemalige US-amerikanische Tennisspielerin.

## Karriere
In ihrer Zeit an der Whiting High School, wo sie auch ihren Schulabschluss machte, spielte sie in einem Jungenteam. Am Trinity University College fasste sie den Entschluss, Tennisprofi zu werden. In ihrer Tennislaufbahn gewann sie zwei Einzel- und sieben Doppelturniere. Ihre höchsten Notierungen in der Weltrangliste erreichte sie mit Platz 31 im Einzel und Platz 24 im Doppel.
Mary-Lou Daniels lebt in Munster (Indiana).

## Erfolge

### Einzel
| Nr. | Datum           | Turnier  | Kategorie         | Belag             | Finalgegnerin | Ergebnis |
| --- | --------------- | -------- | ----------------- | ----------------- | ------------- | -------- |
| 1.  | 16. August 1981 | Richmond | WTA Toyota Series | Hartplatz         | Sue Barker    | 6:4, 6:1 |
| 2.  | 22. Januar 1984 | Denver   | WTA               | Hartplatz (Halle) | Kim Sands     | 6:1, 6:1 |

### Doppel
| Nr. | Datum         | Turnier         | Kategorie   | Belag             | Partnerin      | Finalgegnerinnen              | Ergebnis      |
| --- | ------------- | --------------- | ----------- | ----------------- | -------------- | ----------------------------- | ------------- |
| 1.  | Oktober 1981  | Deerfield Beach | WTA         | Hartplatz         | Wendy White    | Pam Shriver Paula Smith       | 6:1, 3:6, 7:5 |
| 2.  | Januar 1983   | Marco Island    | WTA         | Sand              | Andrea Jaeger  | Rosie Casals Wendy Turnbull   | 7:5, 6:4      |
| 3.  | Januar 1985   | Denver          | WTA         | Teppich (Halle)   | Robin White    | Leslie Allen Sharon Walsh     | 1:6, 6:4, 7:5 |
| 4.  | Oktober 1985  | Indianapolis    | WTA         | Hartplatz         | Bonnie Gadusek | Penny Barg Sandy Collins      | 6:1, 6:0      |
| 5.  | März 1987     | Dallas          | WTA         | Teppich (Halle)   | Anne White     | Elise Burgin Robin White      | 7:5, 6:3      |
| 6.  | November 1987 | Little Rock     | WTA         | Hartplatz         | Robin White    | Lea Antonoplis Barbara Gerken | 6:2, 6:4      |
| 7.  | Februar 1990  | Oklahoma City   | WTA Tier IV | Hartplatz (Halle) | Wendy White    | Monon Bollegraf Lise Gregory  | 7:5, 6:2      |